# Poupée de cire, poupée de son
Poupée de cire, poupée de son – utwór francuskiej piosenkarki France Gall napisany w 1965 roku przez Serge’a Gainsbourga i wydany na płycie studyjnej artystki o tym samym tytule.
W 1965 roku utwór reprezentował Luksemburg w finale 10. Konkursu Piosenki Eurowizji organizowanego w Neapolu, który ostatecznie wygrał po zdobyciu 32 punktów, w tym najwyższych not pięciu punktów z Holandii, Niemiec, Austrii i Finlandii. 
Po wygraniu konkursu singiel uzyskał wynik ponad 16 tys. sprzedanych egzemplarzy we Francji, zaś cztery miesiące później osiągnął sprzedaż w ponad półmilionowym nakładzie.
W 2005 roku piosenka została umieszczona w stawce konkursowej specjalnego koncertu Gratulacje: 50 lat Konkursu Piosenki Eurowizji mającego wyłonić najlepszy utwór w historii Konkursu Piosenki Eurowizji. W głosowaniu telewidzów numer zajął ostatecznie ostatnie, czternaste miejsce z 37 punktami na koncie.
Oprócz francuskojęzycznej wersji singla, piosenkarka nagrała także utwór w kilku innych językach: w niemieckim („Das war eine schöne Party”), włoskim („Io sì, tu no”) i japońskim („夢見るシャンソン人形”; Yumemiru chanson ningyo). Oprócz tego, piosenka została nagrana także przez innych artystów w wielu innych językach: po angielsku („A Lonely Singing Doll”), arabsku („دمية من الشمع ، ودمية من نخالة”), czesku („Vosková panenka”), duńsku („Lille dukke”), niderlandzku („De modepop”), estońsku („Vahanukk”), fińsku („Vahanukke, laulava nukke”), węgiersku („Viaszbaba”), hebrajsku („אל תכעסי זה לא אסון”; Al tichasi ze lo ason), koreańsku („노래하는 밀랍 인형”; Norae-haneun millab inhyeong), portugalsku („Boneca de cera, Boneca de som”), rosyjsku („Кукла Восковая”; Kukła woskowaja), hiszpańsku („Muñeca de cera”), szwedzku („Det kan väl inte jag rå för”) i wietnamsku („Búp bê không tình yêu”).
Swoją wersję piosenki „Poupée de cire, poupée de son” nagrali bądź wykonywali na żywo tacy wykonawcy, jak m.in. szwedzki zespół Therion, kanadyjski zespół Arcade Fire, niemiecki zespół Welle:Erdball, niemiecki piosenkarz Javier Corcobado i francuska piosenkarka Jenifer Bartoli. Pierwsza czołówka serialu anime Słodkie, słodkie czary, pt. Chocolat ni muchū (jap. ショコラに夢中), wykorzystuje zmienioną wersję muzyki tej piosenki.

## Lista utworów
7" winyl
1. „Poupée de cire, poupée de son” – 2:30
2. „Le cœur qui jazze” – 2:47

## Notowania na listach przebojów
| Kraj       | Lista (1965)                | Najwyższe miejsce |
| ---------- | --------------------------- | ----------------- |
| Norwegia   | Singles Top 20              | 1                 |
| Kanada     | French-Canadian Singles Top | 1                 |
| Francja    | Singles Top 100             | 2                 |
| Luksemburg | Singles Top Songs           | 2                 |
| Niemcy     | Singles Top 100             | 3                 |
| Belgia     | Singles Top 50 (Flandria)   | 4                 |
| Belgia     | Singles Top 50 (Walonia)    | 6                 |
| Holandia   | Singles Top 40              | 5                 |
| Finlandia  | Singles Top 20              | 5                 |
| Japonia    | Japanese Singles Chart      | 6                 |
| Singapur   | Singles Top 30              | 7                 |